# Den vita apan
Den vita apan är ett album från 1986 av det svenska punkbandet Stockholms Negrer. Albumet spelades in i MNW:s studio och släpptes 1986.

## Låtlista
Alla texter: Mikael Alonzo (utom Det é så synd om mig: Rolf Elving) Musik: Stockholms Negrer (utom Hjärtan slå: Tant Strul)
1. Sieg heil
2. Ät skit
3. Det é så synd om mig
4. I kväll ska vi sprängas
5. No brain no pain
6. Den vita apan
7. En negerleksak
8. Hjärtan slå
9. Jag letar efter min mamma
10. Dom gudarna älskar
11. Vi lägger upp oss

## Producerades av
- Curt-Åke Stefan